# Anna Nicole Smith: You Don't Know Me
Anna Nicole Smith: You Don't Know Me (bra: Anna Nicole Smith: Vocês Não Me Conhecem; prt: Anna Nicole Smith: Ninguém Me Conhece) é um documentário de 2023, dirigido por Ursula Macfarlane. O filme gira em torno da vida da personalidade estadunidense Anna Nicole Smith e se baseia em filmagens inéditas tiradas durante sua rápida vida em ascensão até sua morte trágica. Ele estreou na Netflix em 16 de maio de 2023.

## Sinopse
De acordo com a Netflix, Anna Nicole Smith: You Don't Know Me apresenta uma análise corajosa e sensível da vida, morte e dos segredos de Vickie Lynn Hogan, mais conhecida como Anna Nicole Smith. Desde sua primeira aparição como pôster central da revista Playboy em 1992, a vertiginosa ascensão da modelo e atriz foi a própria essência do "Sonho Americano", interrompido de maneira trágica por seu falecimento prematuro em 2007, aos 39 anos, em decorrência de uma overdose acidental. Com acesso a materiais inéditos, vídeos caseiros da própria Anna e entrevistas com personalidades importantes que nunca haviam se pronunciado sobre o caso, o documentário lança um novo olhar sobre a história de uma das loiras mais famosas do mundo, mas que quase ninguém realmente conhecia.
O documentário ainda refuta de maneira categórica a teoria de que o jornalismo de celebridades foi o grande responsável pela morte de Smith, vindo a partir do segundo ato a investigação do caos tenebroso em que se transformou a vida da modelo, onde culparam a si mesma pelo seu declínio. Smith chegou a ser tachada como a nova Marilyn Monroe — de quem era muito fã — a garota pobre, rechonchuda, morena, alta e solitária de Mexia, no Texas, emulava a aura de Monroe: origem modesta, família disfuncional, cabelo escuro, fora dos padrões de beleza, curvas adquiridas só depois dos quinze anos e o nome trocado.

## Recepção da crítica
Anna Nicole Smith: You Don't Know Me recebeu críticas geralmente negativas, com muitos críticos concordando que, embora o documentário tente condenar o voyeurismo e o sensacionalismo, ele também é culpado deles. No site agregador de críticas Rotten Tomatoes, o documentário tem uma taxa de aprovação de 38% baseado em 24 críticas, com uma nota média de 5,9/10. Já no Metacritic, que usa uma média aritmética ponderada, o documentário tem uma pontuação de 53 de 100, com base em 11 críticas, indicando "críticas geralmente desfavoráveis".
Courtney Howard, da Variety, escreveu: "Embora ofereça uma condenação sutilmente pungente do voyeurismo das celebridades, não é o suficiente para fazer com que aquele soco no estômago atinja com força, e até parece culpado da mesma coisa." Cady Lang, da Time, escreveu que o documentário "tenta, mas não consegue reformular a narrativa em torno da falecida modelo e personalidade da mídia". Lang destacou que, embora documentários recentes sobre figuras propensas a escândalos semelhantes dos anos 2000 tenham humanizado seus temas, You Don't Know Me "está tão preocupado com os escândalos de Smith quanto a mídia estava". Calum Marsh, do The New York Times, escreveu que o foco do documentário no escândalo trouxe o documentário, "apesar dos esforços bem-intencionados de Macfarlane, diretamente ao território do que ele tenta condenar: voyeurismo escabroso".